# Thlasia obtusa
Thlasia obtusa är en insektsart som beskrevs av Walker 1851. Thlasia obtusa ingår i släktet Thlasia och familjen dvärgstritar. Inga underarter finns listade i Catalogue of Life.